# 2022년 선거 개표 개혁 및 대통령직 인수 개선법
2022년 선거 개표 개혁 및 대통령직 인수 개선법(영어: Electoral Count Reform and Presidential Transition Improvement Act of 2022)은 미국 헌법에 명시된 대통령 선거 후 선거인단 투표 개표 절차를 추가하여 1887년 선거인단 개표법을 개정한 법률이다. 또한 이 법은 1963년 대통령직 인수법도 개정했다.
이 법은 2022년 12월 23일 제117대 미국 의회에 의해 통과되었고, 조 바이든 대통령이 2023년 통합 세출법의 P조로 서명하여 법률로 제정되었다.

## 배경
이 법은 도널드 트럼프 전 대통령이 2020년 대선에서 패배를 인정하지 않은 후 발생한 2021년 미국 국회의사당 습격 사건의 재발을 방지하기 위한 것이다. 이 법은 상원 의장이 주 선거인단을 거부할 수 있다는 이스트먼 메모와 관련된 트럼프의 가짜 선거인단 계획이라는 습격의 직접적인 원인을 방지하는 데 주로 초점을 맞추고 있다. 선거 패배 후 트럼프는 자신의 선거 캠페인 팀과 공모하여 바이든이 승리한 여러 주에 트럼프 대통령과 마이크 펜스 부통령을 위한 합법적인 선거인단 증명서라고 거짓으로 주장하는 문서를 제출했다. 이 문서를 제출한 후 트럼프 캠페인은 미국 상원의 의장, 즉 상원의장 펜스 또는 임시의장 척 그래슬리가 2021년 1월 6일 투표 개표 세션 동안 선거인을 거부할 일방적인 권한이 있다고 주장할 계획이었다. 상원의장은 트럼프 캠페인이 허위 문서를 제출한 여러 주의 모든 선거인을 거부하여 트럼프에게 232표, 바이든에게 222표를 남겨 트럼프에게 유리하도록 선거 결과를 뒤집을 예정이었다. 펜스가 캠페인의 제안을 따르기를 거부한 후 1월 6일 계획은 무산되었다. 투표 개표 세션 중 발생한 습격으로 이어진 이러한 사건들은 바이든 행정부로의 인수를 지연시켰다. 이 법은 선거 결과가 불확실할 때에도 일부 인수가 시작될 수 있도록 허용하고 선거인단 투표 인증에서 부통령의 역할을 명확히 함으로써 이러한 문제를 해결했다.

## 입법 연혁
이 법안은 2022년 7월 메인주의 수전 콜린스 상원의원과 웨스트버지니아주의 조 맨친 상원의원이 발의했다. 5개월간의 협상 끝에 2023년 통합 세출법의 P조가 되었으며, 2022년 12월 22일 상원에서 68대 29로 통과되었고, 다음 날 하원에서 225대 201로 통과되었다. 2022년 12월 29일, 조 바이든 대통령이 서명하여 법률로 제정되었다.

## 조항
이 법은 투표, 인증, 개표 및 인수 절차에 대한 여러 개정 사항을 포함한다.

### 주 절차
이 법은 주 법률이나 헌법에 달리 명시되지 않는 한, 주지사(또는 워싱턴 D.C.의 경우 특별구 시장)를 확정 증명서 제출 책임자로 명시한다. 또한, 선거인단 회의 전에 주 또는 연방 법원 판결에 따라 개정된 증명서는 모든 이전 증명서를 대체한다.
이 법에 따라 국민 투표로 선거인을 선출하는 주는 "비상하고 재앙적인" 사건이 발생한 경우에만 투표 기간을 변경할 수 있다. 변경은 투표 기간 전에 통과된 법률에 따라서만 발생할 수 있다.
선거인들이 모여 투표하는 날짜도 이 법에 따라 "12월 둘째 수요일 이후 첫 번째 화요일"로 변경되었다. 이전에는 하루 전이었다.

### 후보자가 제기한 주장에 대한 검토
대통령 또는 부통령 후보자가 제기한 소송은 신속한 검토가 보장된다.
이 법에 따르면, 그러한 소송의 관할은 주도가 위치한 연방 사법 지구의 미국 연방지방법원이어야 한다. 이 소송은 두 명의 연방 항소 법원 판사와 한 명의 지방 법원 판사로 구성된 3인 사법 패널이 심리한다. 법원은 법에 의해 정해진 기한에 따라 소송의 처분을 신속하게 진행해야 한다. 법원의 판결에 대한 모든 항소는 대법원에서 신속하게 직접 심리될 수 있으며, 법원의 최종 파기 환송 명령은 늦어도 선거인단 회의 전날에 발생해야 한다.

### 의회 절차
이 법은 선거인단 투표 개표에서 부통령의 역할이 "오로지 의례적인" 것이며 "정확한 선거인 명단, 선거인의 유효성 또는 선거인의 투표에 대한 분쟁을 결정, 수락, 거부하거나 달리 판정하거나 해결할" 권한이 없음을 명확히 한다.
선거인단 투표 개표 중에 상원 의원이나 하원 의원이 제기하는 모든 이의는 서면으로 작성되어 상원 의원 5분의 1 이상과 하원 의원 5분의 1 이상이 서명해야 한다. 이전에는 각 의회 의원 한 명의 서명만 있으면 이의를 제기할 수 있었다.
이 법은 또한 이의 제기 사유를 다음 중 하나로 제한한다.
1. 주의 선거인들이 합법적으로 인증되지 않은 경우
2. 선거인의 투표가 "정상적으로 이루어지지 않은" 경우[16]

### 인수인계 자금
이 법은 선거 후 5일 이내에 한 명 이상의 후보자가 패배를 인정하지 않은 경우 여러 "명백히 성공적인 후보자"가 연방 대통령직 인수인계 자금을 받을 수 있도록 허용한다. 또한 연방총무청 관리자가 언제 누구에게 자금을 지급해야 하는지에 대한 지침을 제공한다.